# Laura Bassi
Laura Maria Caterina Bassi (ur. 31 października 1711 w Bolonii, zm. 20 lutego 1778 tamże) – włoska uczona: fizyk, filozof i anatom, pierwsza w historii Europy kobieta zatrudniona jako profesor fizyki na wyższej uczelni. Autorka znaczących prac naukowych o mechanice i hydrodynamice.

## Życiorys

### Dzieciństwo
Córka zamożnego prawnika z Bolonii, otrzymała staranne wykształcenie w domu rodzinnym, gdzie zbierała się elita intelektualna miasta. Wybitne zdolności dziewczynki (bardzo wcześnie nauczyła się języka łacińskiego i francuskiego) zwróciły uwagę lekarza Gaetano Tacconi, który w tajemnicy (ponieważ taka edukacja była zarezerwowana tylko dla mężczyzn) przez 7 lat prywatnie uczył ją matematyki, fizyki i medycyny. Kiedy Tacconi uznał, że dziewczynka osiągnęła wystarczający poziom wiedzy, zaczął zapraszać do jej domu uczonych, aby przekonali się w czasie debat filozoficznych o jej wybitnej inteligencji.

### Pierwsza kobieta-wykładowca uczelni
Młoda, bo zaledwie 21-letnia kobieta zyskała tak dużą sławę, że 20 marca 1732 wybrano ją na stanowisko profesora (czyli wykładowcy) anatomii uniwersytetu w Bolonii, a 2 lata później powierzono jej katedrę filozofii. Do kontynuowania kariery naukowej zachęcał ją kardynał Lambertini (późniejszy papież Benedykt XIV). Za jego namową uczona ubiegała się o tytuł doktora nauk. 17 kwietnia 1732 zakwalifikowano jej kandydaturę do doktoratu po dwuipółgodzinnej debacie na 49 tez z fizyki, logiki i metafizyki. Stopień doktora otrzymała 12 maja tego roku po obronieniu egzaminu i została oficjalnie mianowana profesorem fizyki z roczną pensją 100 skudów.

### Przeszkody w karierze naukowej
Po początkowym tryumfie (wydano nawet pamiątkowy medal z jej wizerunkiem) okazało się, że większość profesorów nie zamierza pozwolić kobiecie na prowadzenie publicznych wykładów. Bardzo rzadko miała możliwość wykładać na uniwersytecie, chociaż była doktorem nauk; wykłady dla studentów (głównie dotyczące fizyki Newtona) organizowała przeważnie w swoim domowym laboratorium.
W 1738 wyszła za mąż za młodego lekarza Giuseppe Veratiego, urodziła ośmioro ich dzieci (syn Paolo (1753-1831) został także profesorem fizyki). Macierzyństwo nie przeszkadzało uczonej w opublikowaniu 28 prac naukowych. Była powszechnie podziwiana za wybitne zdolności naukowe; jednym z jej „wielbicieli” był matematyk Jérôme Joseph de Lalande.
Przeciwko kobiecie-naukowcowi narastała opozycja ze strony innych uczonych: na skutek ich intryg papież odmówił mianowania Laury Bassi członkiem elitarnej grupy 25 naukowców tzw. „Benedettini”.
W 1776 r., gdy miała 65 lat, powierzono jej katedrę fizyki eksperymentalnej Instytutu Nauk w Bolonii (jej mąż otrzymał tam stanowisko asystenta). Zmarła 2 lata później.